# 文德兰地区武斯特罗
文德兰地区武斯特罗（德語：Wustrow (Wendland)），简称武斯特罗（德語：Wustrow，發音：[ˈvʊstʁoː] ⓘ），是德国下萨克森州吕肖-丹嫩贝格县的城市，面积30.19平方千米，2023年12月31日人口为2,748人。